# Waschluke

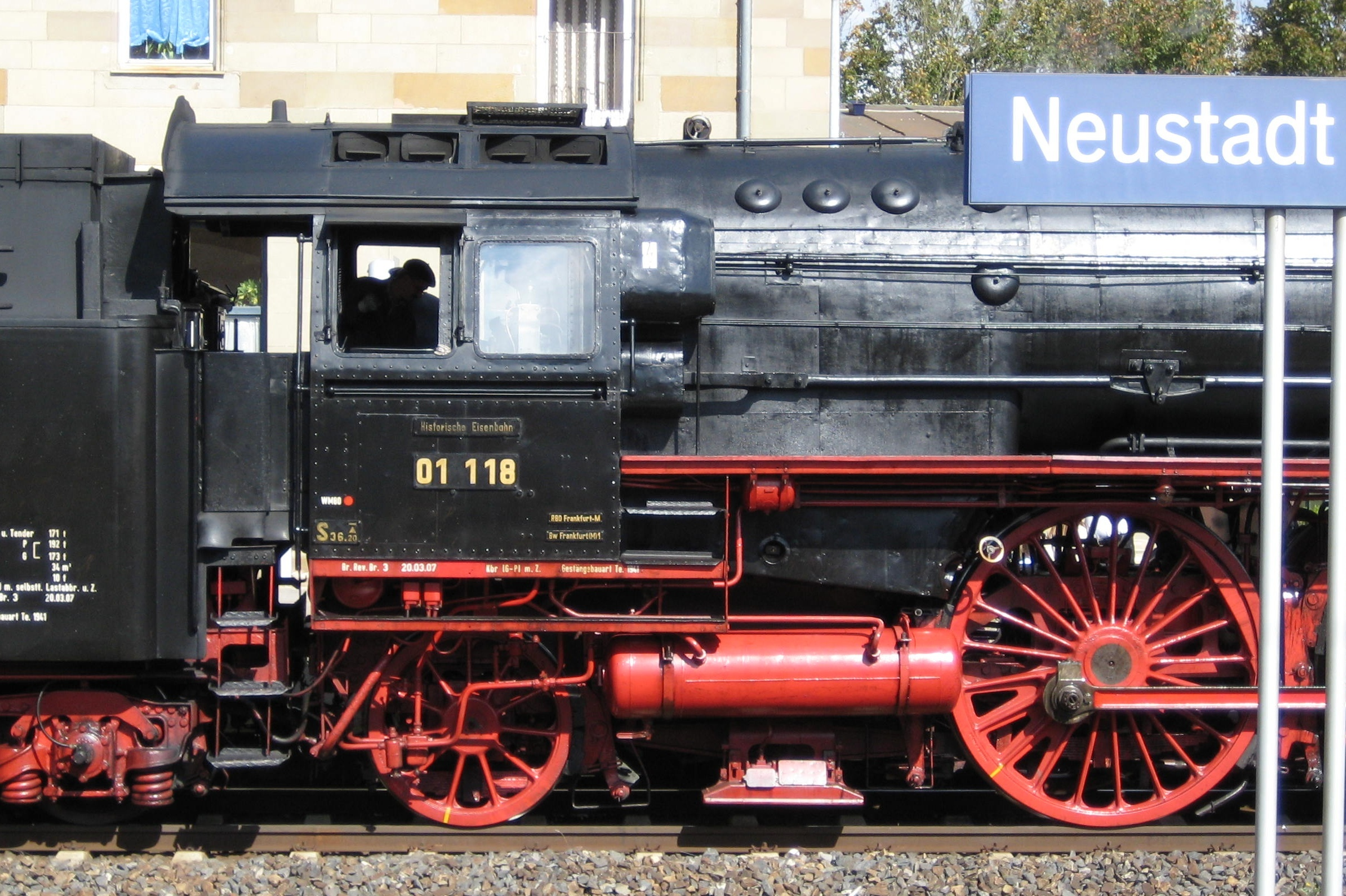
5 sichtbare Waschluken neben dem Führerhaus bei der 01 118

Waschluken sind Einrichtungen bei Dampflokomotiven und dienen zur Beseitigung des Kesselstein im Turnus des laufenden Unterhaltungszyklus.

## Beschreibung
Seit es Dampfmaschinen gibt, besteht das Problem der Kesselsteinbildung. Bei Dampflokomotiven wird dieses Problem noch verschärft durch die nicht stationäre Verfügbarkeit der Dampfmaschine. Deshalb wurde schon von den ersten Lokomotiven an Vorkehrungen getroffen, um den Kessel bei einer turnusmäßigen Untersuchung zu reinigen und auszuwaschen. Diese Vorkehrungen bestehen aus Waschluken, die an geeigneten Stellen angeordnet sind, um das Innere des Kessels von Kesselsteinablagerung zu befreien. Besonders betroffen sind die Stellen am unteren Rand der Feuerbüchse, am Boden des Langkessels und zwischen den Rohren. Diese Stellen müssen mit einem hakenförmigen Draht abgekratzt, mit Druckluft ausgeblasen und mit einem scharfen Wasserstrahl durch die Waschluken gereinigt werden. Es versteht sich von selbst, dass diese Auswaschtage nur beim drucklosen Kessel durchgeführt werden. Der entstandene Abfall wird im Schlammsack (andere Bezeichnung:Schlammsammler zum Speisewasserreiniger) gesammelt und kann, vom Führerstand aus gesteuert, nach unten abgelassen werden. In der Regel wurden diese Auswaschtage bei den turnusmäßigen Untersuchungen der Dampflok im Bahnbetriebswerk einmal pro Monat durchgeführt. Die Methoden der Aufbereitung des Kesselspeisewassers haben das Auswaschen des Lokomotivkessels nicht ersetzt, sie sorgten nur für eine Verlängerung der Lebensdauer bestimmter Bauteile im Lokomotivkessel.
Vielfach wurden bei den ersten Lokomotiven die Auswaschluken als einfache Schraubenstutzen aus weichem Messing oder Kupfer hergestellt, in der neueren Zeit wurden sie in zwei Varianten hergestellt; bei der älteren Bauart von ihr (Lokomotiven aus der Länderbahnzeit) wurde auf geeignete Stellen am Kessel ein Lukenpilz von außen gegen den Kessel aufgeschraubt. Diese Variante besitzt den Nachteil der Gefahr von Undichtigkeiten am Kessel, weil die Dichtfläche gegen den Dampfdruck wirkt, und die Befestigungsschrauben zusätzlich von dem Dampfdruck belastet werden. In neuerer Zeit wird nur noch die Bauart angewandt, wo der Dichtungspilz mit der Dichtfläche innerhalb des Kessels liegt. Dabei ist im Dichtungspilz ein Stehbolzen eingepresst, der durch einen außen am Kessel befestigtes Halteblech geführt und mit einer Mutter gegen die Dichtfläche innerhalb des Kessels gedrückt wird. Diese Bauweise besitzt den Vorteil, dass der Befestigungsbolzen nicht durch den Dampfdruck belastet wird und der Dichtungspilz durch den Dampfdruck gegen die Dichtfläche gedrückt wird.